# Do They Know It’s Christmas?
Do They Know It’s Christmas? – piosenka wydana na singlu w 1984, którą nagrał zespół Band Aid na rzecz pomocy ofiarom klęski głodu w Etiopii. Piosenka została napisana przez Boba Geldofa i Midge’a Ure’a, który był też producentem singla. Oryginalna wersja została wydana 29 listopada 1984.

## Historia piosenki
Irlandzkiego piosenkarza Boba Geldofa poruszył obejrzany w 1984 film dokumentalny wyemitowany na antenie stacji BBC na temat głodu panującego w Etiopii. Wraz z frontmanem zespołu Ultravox – Midgem Ure’em napisali tekst piosenki namawiającej do udzielania pomocy głodującym Etiopczykom. Podczas wywiadu udzielonego na antenie radia BBC Radio 1 Bob Geldof zaproponował nagranie piosenki charytatywnej oraz przekonanie do tego pomysłu media i artystów. Powstała grupa o nazwie Band Aid, składająca się z czołowych muzyków irlandzkich i brytyjskich.
Kolejne wersje utworu nagrano w 1989 (Band Aid II) z powodu kolejnej fali głodu w Etiopii, w 2004 (Band Aid 20) z inicjatywy Madonny z okazji 20-lecia wydania pierwotnej wersji piosenki oraz w 2014 opublikowano kolejną wersję (Band Aid 30), tym razem w ramach pomocy ofiarom epidemii gorączki krwotocznej Ebola w Afryce Zachodniej.

## Lista utworów (1984)
Singel 7″
| 1. | „Do They Know It's Christmas?” | 3:55  |
|    |                                |       |
| 2. | „Feed The World”               | 4:19  |
|    |                                |       |
|    |                                | 08:14 |
|    |                                |       |
Maxi 12″
| 1. | „Do They Know It's Christmas?” (12″ Mix) | 6:16  |
|    |                                          |       |
| 2. | „Do They Know It's Christmas?”           | 3:55  |
|    |                                          |       |
| 3. | „Do They Know It's Christmas?”           | 4:19  |
|    |                                          |       |
|    |                                          | 14:30 |
|    |                                          |       |

## Tekst w poszczególnych wersjach utworu
| Tekst | Wersja z 1984                                    | Wersja z 1989              | Wersja z 2004                 | Wersja z 2014           |
| --- | ------------------------------------------------ | -------------------------- | ----------------------------- | ----------------------- |
| 'It's Christmas time, there's no need to be afraid'                                                                         | Paul Young                                       | Kylie Minogue              | Chris Martin                  | OneDirection            |
| 'At Christmas time, we let in light and we banish shade'                                                                    | Paul Young                                       | Chris Rea                  | Chris Martin                  | Ed Sheeran              |
| 'And in our world of plenty, we can spread a smile of joy'                                                                  | Boy George                                       | Jimmy Somerville/Big Fun   | Dido                          | Rita Ora                |
| 'Throw your arms around the world, at Christmas time'                                                                       | Boy George                                       | Matt Goss                  | Dido                          | Sam Smith               |
| 'But say a prayer; Pray for the other ones'                                                                                 | George Michael                                   | Cliff Richard              | Robbie Williams               | Paloma Faith            |
| 'At Christmas time it's hard, but when you're having fun'                                                                   | George Michael/Simon Le Bon                      | Jimmy Somerville/Matt Goss | Robbie Williams               | Emeli Sandé             |
| 'There's a world outside your window, and it's a world of dread and fear'                                                   | Simon Le Bon/Sting/Tony Hadley                   | Marti Pellow/Jason Donovan | Sugababes                     | Guy Garvey              |
| 'Where the only water flowing is the bitter sting of tears'                                                                 | Tony Hadley/Sting/Bono                           | Jason/Kylie                | Fran Healy i Sugababes        | wers zmieniony w 2014   |
| 'Where a kiss of love can kill you'                                                                                         | wersy dodane w 2014                              | wersy dodane w 2014        | wersy dodane w 2014           | Dan Smith               |
| 'And there's death in every tear'                                                                                           | wersy dodane w 2014                              | wersy dodane w 2014        | wersy dodane w 2014           | Angélique Kidjo         |
| 'And the Christmas bells that ring there, are the clanging chimes of doom'                                                  | Sting/Bono                                       | Cliff Richard/Marti Pellow | Fran Healy i Justin Hawkins   | Chris Martin            |
| 'Well, tonight, thank God it's them, instead of you'                                                                        | Bono                                             | Jason Donovan/Matt Goss    | Bono                          | wers zmieniony w 2014   |
| 'Well tonight we're reaching out and touching you'                                                                          | wers dodany w 2014                               | wers dodany w 2014         | wers dodany w 2014            | Bono                    |
| 'And there won't be snow in Africa, this Christmas time'                                                                    | Boy George/Paul Weller/Paul Young                | Marti Pellow               | Will Young i Jamelia          | wers zmieniony w 2014   |
| 'Bring peace and joy this Christmas to West Africa'                                                                         | wers dodany w 2014                               | wers dodany w 2014         | wers dodany w 2014            | Seal                    |
| 'The greatest gift they'll get this year is life'                                                                           | Bono/George Michael/Boy George                   | Sonia                      | Will Young & Jamelia          | wers zmieniony w 2014   |
| 'A song of hope where there's no hope tonight'                                                                              | wers dodany w 2014                               | wers dodany w 2014         | wers dodany w 2014            | Ellie Goulding          |
| 'Where nothing ever grows'                                                                                                  | Paul Young                                       | Lisa Stansfield            | Ms Dynamite & Beverley Knight | wers zmieniony w 2014   |
| 'No rain nor rivers flow'                                                                                                   | Glenn Gregory                                    | Lisa Stansfield            | Ms Dynamite & Beverley Knight | wers zmieniony w 2014   |
| 'Why is comfort to be feared, why is to touch to be scared'                                                                 | wers dodany w 2014                               | wers dodany w 2014         | wers dodany w 2014            | Sinead O'Connor         |
| 'Do they know it's Christmas time at all?'                                                                                  | Wszyscy                                          | Sonia/Lisa Stansfield      | Wszyscy                       | wers zmieniony 2014     |
| 'How can they know it's Christmas time at all?'                                                                             | wers dodany w 2014                               | wers dodany w 2014         | wers dodany w 2014            | Bono                    |
| 'Here's to you' | Marilyn/Glenn Gregory/Rick Parfitt/Francis Rossi | Kylie                      | Tom Chaplin                   | One Direction           |
| 'Raise a glass for everyone'                                                                                                | Paul Young                                       | Kylie                      | Justin Hawkins                | Olly Murs               |
| 'Spare a thought this yuletide for the deprived' 'If the table was turned would you survive?'                               | Wers dodany w 2004                               | Wers dodany w 2004         | Dizzee Rascal                 | Brak w 2014             |
| 'Here's to them' | Marilyn/Glenn/Rick/Francis                       | Matt Goss                  | Busted                        | Bastille                |
| 'Underneath that burning sun'                                                                                               | Paul Young                                       | Matt Goss                  | Justin Hawkins                | Brak w 2014             |
| 'You ain't gotta feel guilt, just selfless' 'Give a little help, to the helpless'                                           | Wers dodany w 2004                               | Wers dodany w 2004         | Dizzee Rascal                 | Brak w 2014             |
| 'And all their years to come'                                                                                               | wers dodany w 2014                               | wers dodany w 2014         | wers dodany w 2014            | Sam Smith               |
| 'Do they know it's Christmas time at all?'                                                                                  | Paul Young                                       | Cliff Richard              | Joss Stone i Justin Hawkins   | wers zmieniony w 2014   |
| 'Can they know it's Christmas time at all?'                                                                                 | wers dodany w 2014                               | wers dodany w 2014         | wers dodany w 2014            | Rita Ora                |
| 'Feed the World' (2x) | Wszyscy                                          | Wszyscy                    | Tom Chaplin                   | wersy zmnienione w 2014 |
| 'Feed the world, Let them know it's Christmas time again' (x2)                                                              | Wszyscy                                          | Wszyscy                    | Wszyscy                       | wersy zmnienione w 2014 |
| 'Feed the world, Let them know it's Christmas time again (x2) Heal the world, Let them know it's Christmas time again' (x2) | wers dodany w 2014 roku                          | wers dodany w 2014 roku    | wers dodany w 2014 roku       | Wszyscy                 |